# Лич, Джон (художник)
Джон Лич (29 августа 1817, Лондон — 29 октября 1864) — британский художник-карикатурист, гравёр по дереву, книжный иллюстратор. Был создателем рисунков и карикатур из жизни лондонцев на темы морали и политики, иллюстрировал произведения многих классиков английской литературы первой половины XIX века.

## Биография
Его отец, владелец кафе, считавшийся образованным человеком, был ирландского происхождения, мать была потомком богослова Ричарда Бентли (ум. 1742). Первые уроки рисования карандашом Лич получил от отца, проявив талант к рисованию в раннем возрасте. Образование получил в школе Чартерхаус в Годалминге (графство Суррей), где подружился с Уильямом Мэйкписом Теккереем, позже известным писателем. Решив стать врачом, в шестнадцатилетнем возрасте продолжил своё образование при больнице св. Варфоломея в Лондоне, где вскоре стал известен как создатель красивых и точных анатомических рисунков, однако через два года решил оставить медицину и стать художником.

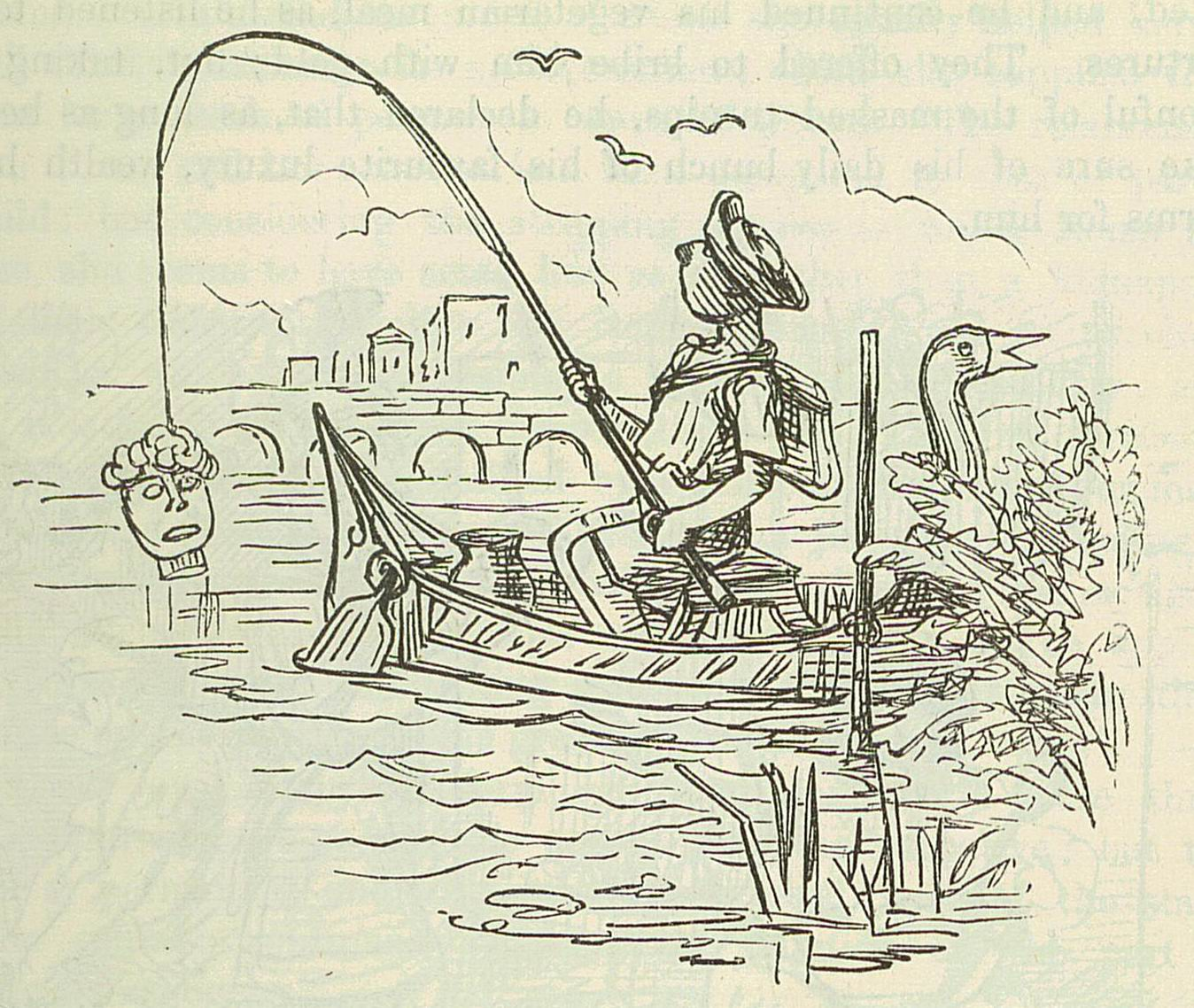
Находка головы Суммана
(рис. из «Comic History of Rome».
Художник Джон Лич; ок. 1850 года).

Его первая работа, серия комичных рисунков о жизни лондонских улиц «Etchings and Sketchings by A. Pen, Esq.», была опубликована, когда Личу было 18 лет. Затем последовали несколько политических литографий и наброски для «Bell's Life»; после смерти Сеймура Лич безуспешно пытался получить право сделать иллюстрации для «Посмертных записок Пиквикского клуба» Чарльза Диккенса. С 1840 года работы Лича стали печатать в журналах, первым из этих изданий стало «Bentley's Miscellany», однако опубликованные там офорты его авторства впоследствии оценивались критиками невысоко. С 1841 года и до конца жизни сотрудничал с еженедельным сатирическим журналом «Панч». В 1845 году иллюстрировал произведения, печатавшиеся в журнале «Shilling Magazine». В 1850-е годы рисовал большое количество офортов на спортивные темы (в том числе для Illustrated London News), создавал гравюры на дереве для иллюстраций к романам. В 1859—1862 годах иллюстрировал карманные еженедельники «Панча» «Once a Week». В 1862 году состоялась крупная выставка его работ, которые для этого были технически увеличены и расписаны им же лично маслом.
В XIX веке большую известность имели его циклы рисунков «Comic History of England» (1847—1848) и «Comic History of Rome» (1852). Ещё одной известной работой его авторства является «Hints on Life, or How to Rise in Society» (1845) — серия рисунков-карикатур на мужчин разных профессий, показанных в разных забавных ситуациях, где персонажи почти всегда окутаны клубами табачного дыма. Во второй половине XIX века вышло две биографических книги о Личе.